# إيفان كواريسما دا سيلفا
إيفان كواريسما دا سيلفا (مواليد 7 فبراير 1997) ويشتر ب إيفان هو لاعب كرة قدم برازيلي يلعب كحارس مرمى في نادي بونتي بريتا.

## روابط خارجية
- إيفان كواريسما دا سيلفا على موقع قاعدة بيانات كرة القدم.إي يو (الإنجليزية)
- إيفان كواريسما دا سيلفا على موقع Soccerway.com (الإنجليزية)
- إيفان كواريسما دا سيلفا على موقع عالم كرة القدم.نت (الإنجليزية)